# Habenaria polyodon
Habenaria polyodon är en orkidéart som beskrevs av Joseph Dalton Hooker. Habenaria polyodon ingår i släktet Habenaria och familjen orkidéer. Inga underarter finns listade i Catalogue of Life.